# Vechelde
Vechelde er en kommune med godt 16.250 indbyggere (2013) i Landkreis Peine i den østlige del af den tyske delstat Niedersachsen.

## Geografi
Vechelde ligger i overgangen mellem det nordlige forland til Mittelgebirgeområdet Harzen og den Nordtyske Slette, vest for floden Oker.
Stichkanal Salzgitter, der forbinder byen Salzgitter med Mittellandkanalen går gennem kommunen, der mod nord på en kort strækning grænser til denne (Mittellandkanal).

### Inddeling
I kommunen ligger byerne og landsbyerne:
| - Alvesse - Bettmar - Bodenstedt - Denstorf - Fürstenau - Groß Gleidingen | - Klein Gleidingen - Köchingen - Liedingen - Sierße - Sonnenberg - Vallstedt | - Vechelade - Vechelde - Wahle - Wedtlenstedt - Wierthe |

### Nabokommuner
Vechelde grænser til (med uret fra nord):
- Wendeburg
- Braunschweig
- Salzgitter
- Lengede
- Ilsede
- Peine